# Wadō-ryū
Wadō-ryū ( 和 道 流 ) es uno de los cuatro estilos principales de karate-Do tradicional del Japón, fue fundado por el maestro Hironori Otsuka (1892-1982). 

## Filosofía
Si pudiéramos elegir el estilo de Karate-Do con una marcada influencia Japonesa, más que China, o de Okinawa, diríamos que es el karate Wado Ryu. Un estilo moderno, pero no contemporáneo. El nombre  Wadō-ryū se compone de 3 partes: Wa, dō, y ryū. Wa significa "armonía", dō (escrito igual que el carácter chino tao) significa "camino", y ryū significa "escuela" o "estilo". Sin embargo la "armonía" no es sinónimo de un pacifismo pasivo, simplemente consta de reconocer que el ceder es algunas veces más efectivo que dominar por la fuerza.

## Orígenes históricos
Su fundador, el maestro Hironori Otsuka nació el 1 de junio de 1892 en Shimodate, Prefectura de Ibaraki, Japón. En 1898, comenzó a practicar el jiu-jitsu clásico bajo el maestro Chojiro Ebashi. Luego a partir de 1905-1921, estudió Shindō Yōshin-ryū Jujitsu (新道楊心流) bajo Tatsusaburo Nakayama. En 1922, conoció al maestro de karate-Do Gichin Funakoshi y comenzó a entrenar con él, en lo que hoy se podría interpretar como el Karate Shorin Ryu (variante kobayashi) de Okinawa. Antes de que Funakoshi, su hijo Yoshitaka, y sus alumnos desarrollaran lo que hoy se conoce como el estilo de karate-Do Shotokan tradicional. En 1924, Ōtsuka se convirtió en uno de los primeros estudiantes promovidos al grado de cinturón negro 1 Dan por Gichin Funakoshi. Aunque para entonces ya era considerado como maestro del estilo Shindō Yōshin-ryū de jiu-jitsu. Asimismo el maestro Otsuka estudio con los maestros Kenwa Mabuni (creador del estilo de karate Shitō-ryū) y con el legendario maestro Chōki Motobu (fundador del estilo Motobu-ryu). Así se dio origen al karate Wadō-ryū. En 1938, el maestro Otsuka registró su estilo con el Dai Nippon Butoku Kai; inicialmente el nombre de  "Shinshu Wadoryu Karate-Jujutsu". Sin embargo se acortó a "karate Wadō-ryū" (和道流).

## Características técnico-tácticas
El maestro Hironori Ōtsuka opinó que la defensa personal basada fundamentalmente en el intercambio de golpes del karate de Okinawa era algo limitada. Pensó que el jujitsu japonés podría enriquecer este arte marcial y asegurarle un mejor futuro. Ōtsuka criticó al Karate-Do Shotokan por estandarizar y romper su desarrollo táctico en dos tiempos; en primer lugar, una defensa (por lo general un bloqueo duro), para luego contraatacar. Ya que en las artes marciales japonesas clásicas como el jiu-jitsu, o el kenjutsu (esgrima con sable), la defensa y el ataque nunca se separan, sino que se armonizan, incluso la defensa a veces puede ser un ataque.
Uno de los aspectos que más llama la atención del karate Wadō-ryū es la conservación de los bloqueos altos junto al uso de posiciones y desplazamientos naturales. Siendo el trabajo de esquiva o "Tai sabaki" más predominante que los bloqueos; así como sus aplicaciones de defensa personal, donde además de golpes, se encuentra un mayor repertorio de luxaciones articulares y lanzamientos.

El uso de posiciones altas y bajas, contrasta con la práctica de una alineación corporal precisa, la cual puede ser aplicada en un tipo característico de golpe de puño angular o "Tsuki" (Yun Tsuki No Tsukomi), así como en el empleo del Yako Tsuki lateral (brazo perpendicular al plano corporal). La posición Neko ashi Dachi es abierta con el peso centrado en la vertical, pudiéndose confundir con la posición moderna Kokutsu Dachi usada en el karate Shotokan, mientras que en Wado Ryu se conserva el Zenkutsu invertido, propio de los estilos clásicos de karate de Okinawa como el goju ryu (donde se conoce como kokutsu dachi).
Respecto al uso del ritmo en el combate, el maestro Ōtsuka defendió los tres fundamentos tácticos del Budo japonés; donde el uso de la distancia o Ma-ai, se interpreta según los 3 momentos, siendo estos: sen o anticipación, sen no sen o encuentro, y go no sen o contraataque.

## Los tres principios del Wadō-ryū
El maestro Ōtsuka desarrolló un método original de Karate & Jiu-jitsu donde se usa la evasión en lugar del bloqueo duro. Enunció tres principios que guían toda la práctica y proporcionan la base táctica del Wado-Ryu: diez i ("desplazamientos"), diez tai ("rotación del cuerpo"), diez gi ("la aplicación de la táctica de forma simultánea con la técnica de bloqueo y el contraataque"). Sobre esta base, el practicante desarrollará las sensaciones de: Nagasu (movimiento corporal, absorción del ataque), inasu (desviación del ataque por medio del movimiento corporal) y noru (acompañamiento del ataque con un movimiento conjunto de defensa y ataque). 
En conclusión, al esquivar, y/o chequear se realiza un "atemi" sea de puño, mano abierta, o con el pie, y con frecuencia se termina con una proyección, o inmovilización y golpe.

## Kata o formas
El karate Wadō-ryū posee solo 9 formas oficiales según lo planteo el maestro Otsuka en su libro "karate Wadō-ryū" del año 1977, siendo estas: Pinan Nidan, Pinan Shodan, Pinan Sandan, Pinan Yodan, Pinan Godan, Kūshankū, Naihanchi, Seishan, y Chintō. Sin embargo tras su fallecimiento otras organizaciones del estilo han añadido otras formas, como unsu y kumpu. Sin embargo se puede afirmar que todos los kata individuales provienen de la ciudad de Shuri en Okinawa. 

Además de los kata individuales enumerados anteriormente, en el karate Wadō-Ryu también se practican varias katas en parejas (como ocurre en el Judo y en el Aikido, artes marciales también derivadas del jiu-jitsu); lo que refleja su herencia del jujutsu. Estos katas se llevan a cabo por dos personas (uno como el atacante y uno como el defensor), lo que permite practicar una amplia gama de técnicas de defensa personal. Los kata en parejas a menudo varían de una organización del estilo a otra, porque el maestro Ōtsuka no buscaba estandarizarlos técnicamente sino usarlos para ilustrar diversos principios. Estos kata son: 
-Yakusoku Kihon Kumite: consta de 10 técnicas fundamentales de ataque contra los ataques en combinación (combinaciones de patadas y golpes), influenciados por los movimientos del cuerpo típicos del jujutsu.
-Kumite Gata: consiste en 10 - 24 técnicas (dependiendo de la organización) de ataque que enfatizan Katamae (fijar) y Kuzushi (rotura del equilibrio) y múltiples golpes.
-Ohyo kumite: consiste en diversas técnicas de ataque, incorporando los bloqueos, patadas y golpes del karate con lanzamientos del jujutsu y los movimientos del cuerpo. 
-Idori no Kata: consiste en 5-10 técnicas de autodefensa sentado, influenciados por lanzamientos y luxaciones articulares del jujutsu.
-Tanto dori no Kata: consiste en 7-10 técnicas de las defensas contra ataques de cuchillo, influenciados por los movimientos del cuerpo tipo jujutsu, lanzamientos, y técnicas de bloqueo de las articulaciones.
-Shinken Shirahadori (真 剣 白刃 取 り): consta de 5-10 técnicas de defensas contra ataques desde la espalda, influenciados por los movimientos del cuerpo derivados del jujutsu.
Además de los kata en parejas ya mencionados, también hay otros como: Gyakunage Kata (kata de lanzamientos) y, Joshi Goshinjutsu (kata para la autodefensa de las mujeres), pero no se les enseña comúnmente.

## Grados
El karate Wadō Ryu, usa el sistema de grados (kyu - Dan), común a todos los estilos de karate, es decir por medio de los cinturones de colores desde el 10 kyu hasta el grado de cinturón negro 8 Dan. Respecto a los colores estos son: blanco, amarillo, naranja, verde, azul o rojo (según organización), violeta, marrón y negro. Sin embargo en el karate Wadō Ryu, no se otorgan grados intermedios o cinturones con dos colores, sea por medio de franjas o puntas como ocurre en otros estilos de artes marciales.

## El karate Wadō Ryu en España
Gran parte de los Dojos en España comenzaron en Madrid con el maestro Tatsuo Suzuki. Algunos de sus alumnos se desplazaron a Andalucía (Cádiz y Málaga) donde el estilo predominante es el Shotokan.

## El karate Wadō Ryu en Europa
En Europa, el estilo es practicado por gran número de Karatekas en Francia, Alemania y en el Reino Unido. En Alemania se encontraba Teruo Kono Sensei que en alguna ocasión se desplazó a España a realizar clases magistrales.